# 登頓 (德克薩斯州)
登頓 （Denton, Texas）是美國德克薩斯州東北部的一個城市，登頓縣縣治。面積161.5平方公里，2000年人口為80,537人，2006年增至109,561人。
1857年開埠，城名紀念律師、印第安人約翰·B·登頓。1866年設市。

## 姐妹城市
- 墨西哥聖尼古拉斯市